# Дикенштейн, Алисия
Али́сия Ди́кенштейн (исп. Alicia Dickenstein, род. 1955) — аргентинский математик, известна своими работами по алгебраической геометрии (в частности, по торическим многообразиям), тропической геометрии и их приложениям к биологическим системам.
Профессор Университета Буэнос-Айреса, действительный член Американского математического общества (с 2019 года). Вице-президент Международного математического союза в период 2015–2018. Старший научный сотрудник CONICET (Национальный совет по научным и техническим исследованиям Аргентины, Consejo Nacional de Investigaciones Científicas y Técnicas). Лауреат премии Всемирной академии наук (2015). Главный редактор журнала Аргентинского математического общества «Revista de la Unión Matemática Argentina». Редактор журнала «SIAM Journal on Applied Algebra and Geometry» (Общество промышленной и прикладной математики).

## Биография и научная деятельность
Алисия Дикенштейн родилась в Буэнос-Айресе. Получила степень доктора философии в Университете Буэнос-Айреса в 1982 году.
В 2009—2010 годах Дикенштейн была профессором Эйзенбуда в калифорнийскои институте Mathematical Sciences Research Institute (MSRI). В 2012—2013 годах — та же, профессором Саймонса. В 2016 году Дикенштейн была профессором Кнута и Алисы Валленберг в шведском Королевском технологическом институте (KTH).
Дикенштейн опубликовала несколько научно-популярных книг для детей, в том числе Mate max: la matemática en todas partes.
Открытый E-mail: alidick@dm.uba.ar.

## Некоторые труды
- Nilpotent Orders of Analytic Ideals, v. 65 de Departamento de Matemática: Impresiones previas, UBA. Con Carmen Sessa, 13 p. 1986.
- Pensar Con Matematica 5 - Egb 2b0 Ciclo. Con Silvia Jauregui. Publicó Turtleback Books, 2000 ISBN 0-613-93200-5, ISBN 978-0-613-93200-4.
- Eduardo Cattani, Alicia Dickenstein. Introduction to residues and resultants. // Solving Polynomial Equations: Foundations, Algorithms, and Applications. Algorithms and Computation in Mathematics 14, Springer-Verlag, ISBN 3-540-24326-7, 2005.
- А. Дикенштейн, Т. М. Садыков. Алгебраичность решений системы уравнений Меллина и её монодромия. Докл. РАН, 2007, 412:4, 448–450.
- А. Дикенштейн, Т. М. Садыков. Базисы в пространстве решений системы уравнений Меллина. Матем. сб., 2007, 198:9, 59–80
- A. Dickenstein, J. Rojas, K. Rusek, J. Shih. Extremal real algebraic geometry and A-discriminants. Mosc. Math. J., 2007, 7:3, 425–452.
- Algorithms in Algebraic Geometry. The IMA Volumes in Mathematics and its Applications 146. Eds. Alicia Dickenstein, Frank-Olaf Schreyer, Andrew J. Sommese, ilustrada por Springer Sci. & Business Media, 2008, 162 p. ISBN 0-387-75155-6, ISBN 978-0-387-75155-9, 2010.
- Alicia Dickenstein, Frank Schreyer and Andrew Sommese (Eds.): IMA Volume on Algorithms in Algebraic Geometry , Springer-Verlag, 2008. ISBN 0387751548, 2008.

## Награды
В 2015 году Дикенштейн получила премию (TWAS Prize) от Всемирной академии наук .
В 2018 году Дикенштейн была избрана членом Американского математического общества «за вклад в вычислительную алгебру и её приложения, особенно в биологию систем, и за глобальное лидерство в поддержке недостаточно представленных групп по математике».